# Marcony Vinícius Ferreira

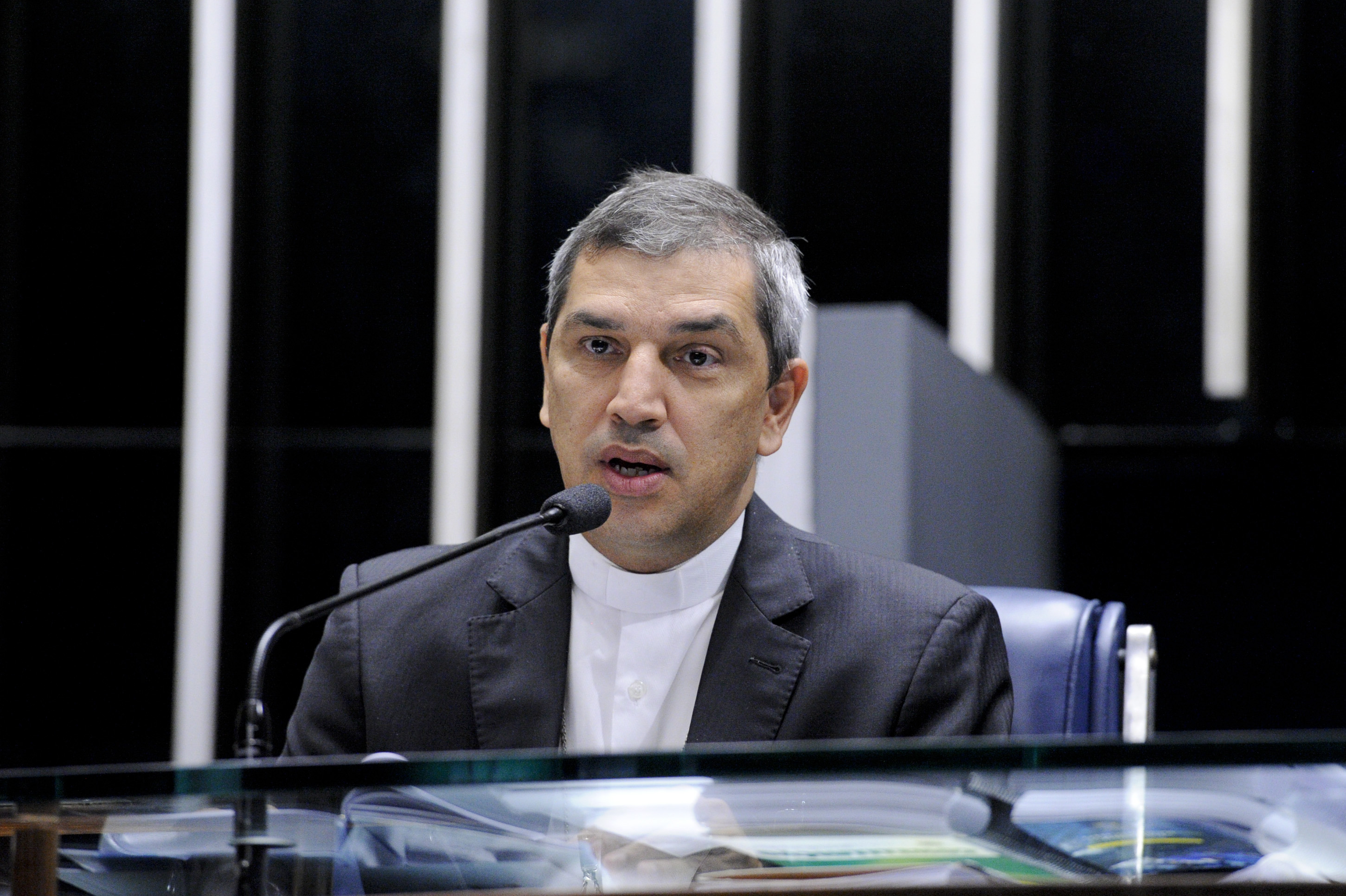
Marcony Vinícius Ferreira (2017)

Wappen von Marcony Vinícius Ferreira als Weihbischof

Marcony Vinícius Ferreira (* 3. März 1964 in Brasília, Brasilien) ist ein brasilianischer römisch-katholischer Geistlicher und Erzbischof des Brasilianischen Militärordinariats.

## Leben
Marcony Vinícius Ferreira empfing am 3. Dezember 1988 das Sakrament der Priesterweihe für das Erzbistum Brasília.
Im Jahr 2008 wurde er zum Generalvikar des Erzbistums Brasília ernannt und 2011 vom neuen Erzbischof Sérgio da Rocha in diesem Amt bestätigt.
Am 19. Februar 2014 ernannte ihn Papst Franziskus zum Titularbischof von Vertara und zum Weihbischof im Erzbistum Brasília. Der emeritierte Erzbischof von Brasilia, José Freire Kardinal Falcão, spendete ihm am 12. April desselben Jahres die Bischofsweihe; Mitkonsekratoren waren der Erzbischof von Brasilia, Sérgio da Rocha, und der Erzbischof von Aparecida, Raymundo Damasceno Assis.
Papst Franziskus ernannte ihn am 12. März 2022 zum Militärerzbischof von Brasilien. Die Amtseinführung fand am 2. April desselben Jahres statt.